# Guglielmo della Torre
Il Beato Guglielmo Della Torre (Mendrisio, 1140 circa – Torello, 21 ottobre 1226) è stato un vescovo cattolico italiano.

## Biografia
Figlio di Ruggero e di Adilia, di famiglia nobile, collegata ai Della Torre milanesi, si sa che era canonico della cattedrale quando, nel 1197, fu eletto vescovo di Como. Fu il primo ad invitare a stabilirsi in città i frati Predicatori, dando loro ospitaità in San Martino delle Selve, da cui si spostarono nel 1234 per occupare la loro sede definitiva in San Giovanni Pedemonte.
I suoi buoni rapporti con l'imperatore Ottone IV, del quale frequentava spesso la corte, fecero sì che il governo imperiale prendesse sotto la sua protezione la Chiesa comasca, confermandone ed accrescendone i privilegi. Solo quando Ottone IV entrò in conflitto con la Santa Sede, Guglielmo prese le distanze dall'imperatore per rimanere fedele al papa.
Originario del luganese, Guglielmo dedicò sempre molta cura a questi luoghi: nel 1217 fece costruire la chiesa di Santa Maria di Torello, oggi parte del Comune di Lugano. A Como, fondò gli ospedali di San Silvestro e San Vitale. In Val d'Intelvi, consacrò la chiesa di San Zeno.
Nel frattempo, nel 1216, aveva accompagnato a Venezia gli appartenenti alla sua diocesi che volevano partecipare alla quinta crociata, indetta da Onorio III.
Morì nella canonica di Torello, ove aveva istituito un convento, il 21 ottobre 1226 e vi fu sepolto. Nella diocesi comasca è in quella di Lugano è venerato come beato.